# Annual Review of Clinical Psychology
Annual Review of Clinical Psychology è una rivista accademica sottoposta a revisione paritaria, che pubblica un volume annuale di articoli di revisione relativi alla psicologia clinica. È stata fondata nel 2005 ed è pubblicata dalla casa editrice Annual Reviews. A partire dal 2024, il redattore è Tyrone D. Cannon; i redattori precedenti includono Thomas Widiger e Susan Nolen-Hoeksema.
A partire dal 2023, Annual Review of Clinical Psychology viene pubblicata in modalità di accesso aperto, secondo il modello Subscribe to Open.
Il Journal Citation Reports ha assegnato alla rivista un fattore di impatto per il 2023 pari a 17,8, posizionandola al primo posto fra 180 riviste censite nella categoria "Psicologia clinica (SSCL)" e al secondo posto fra 92 riviste della categoria "Psicologia clinica (Scienze sociali)".

## Perimetro editoriale
L'Annual Review of Clinical Psychology identifica il suo perimetro editoriale con la copertura degli sviluppi più significativi nel campo della psicologia clinica. Le sotto-discipline incluse sono: la teoria, la ricerca e l'uso di principi psicologici per disturbi mentali come l'abuso di sostanze, i disturbi dell'umore, i disturbi d'ansia, la schizofrenia, i disturbi della personalità e i disturbi cognitivi. Altre tematiche sono: la diagnosi e il trattamento di tali disturbi, nonché le relative questioni di politica sociale e legali.

## Indicizzazione
Gli abstract e gli articoli della rivista sono indicizzati da: Scopus, Science Citation Index Expanded, MEDLINE, EMBASE, CINAHL, PsycINFO e Academic Search, tra gli altri.

## Processo editoriale
L'Annual Review of Clinical Psychology ha un caporedattore, che è assistito dal comitato editoriale, che comprende i suoi sostituti, i membri regolari e, occasionalmente, i redattori ospiti. I membri ospiti partecipano su invito del caporedattore e hanno un mandato di un anno.
Tutti gli altri membri del comitato editoriale sono nominati dal consiglio di amministrazione di Annual Reviews e hanno un mandato di cinque anni. Il comitato editoriale determina quali argomenti devono essere inclusi in ogni volume e sollecita revisioni da parte di autori qualificati. Non sono accettati manoscritti non richiesti. La revisione paritaria dei manoscritti accettati è effettuata dal comitato editoriale.

### Comitato editoriale
Al 2024, il comitato editoriale è composto dai seguenti membri:
- Joan Rosenbaum Asarnow
- Pim Cuijpers
- Jutta Joormann
- Vonnie McLoyd
- Bunmi Olatunji
- Katie Witkiewitz